# Высокое (деревня, Высоковское сельское поселение)
Высо́кое — деревня в Торжокском районе Тверской области. Относится к Высоковскому сельскому поселению.

## География

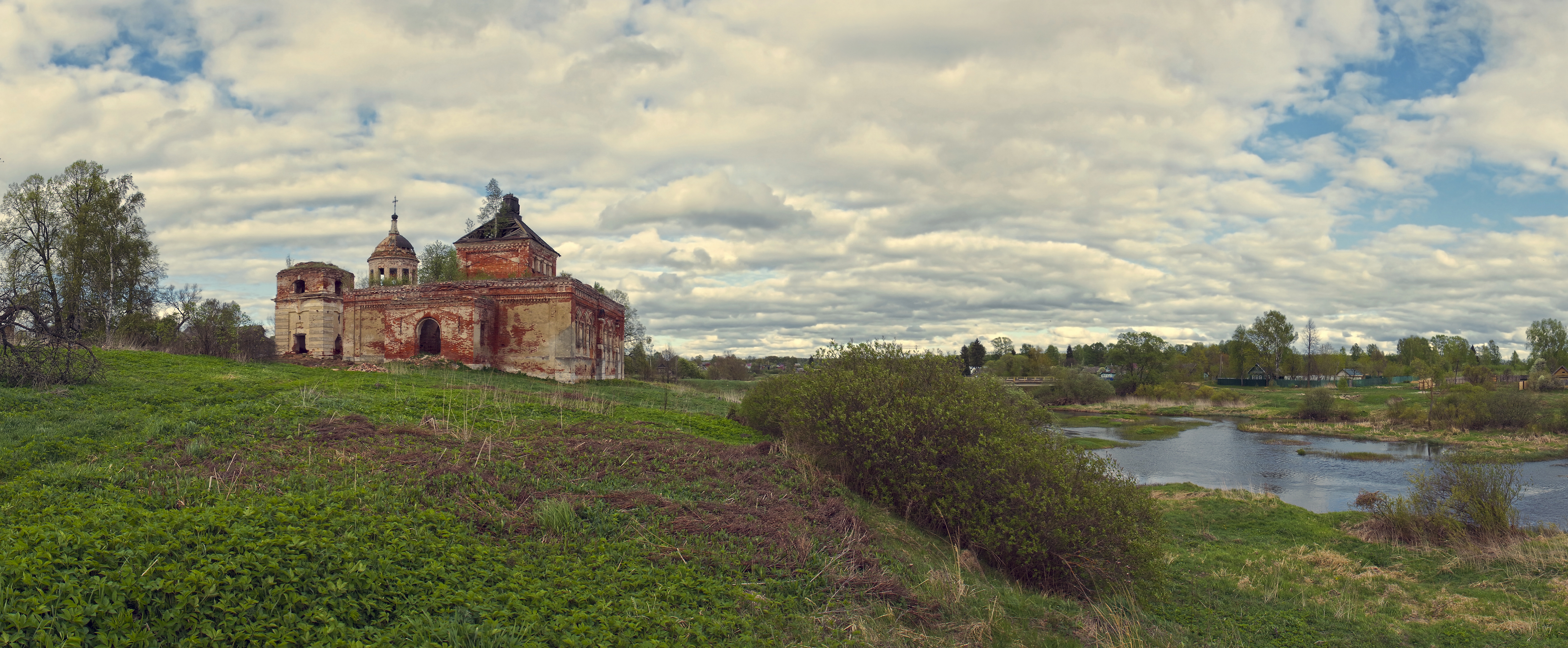
Река Тьма. На левом берегу — Кунганово, на правом — Высокое.

Деревня Высокое расположена на правом берегу реки Тьма, в километре к северу от посёлка Высокое, центра сельского поселения, вытянувшись между рекой (на западе) и линией Октябрьской железной дороги (на востоке). На юге, в посёлке, находится железнодорожная станция Высокое на перегоне между станциями Торжок (в одноимённом городе) и Ржев-Белорусский (во Ржеве). 
На севере, на левом берегу Тьмы, недалеко от устья её левого притока Ольшанки, располагается деревня Зеленцино, несколько северо-восточнее, у железнодорожного моста через Тьму, также на левом берегу — деревня Боярское. К востоку от железнодорожного полотна, уже на правом берегу реки, стоит деревня Ременево (также северо-восточное направление от деревни Высокое). Из посёлка через Ременево, в районе деревни Высокое — параллельно железной дороге, уходит на север шоссе на Торжок. На востоке за железной дорогой (к югу от Ременево) начинается лес, где растут преимущественно ольха и осина. Берега Тьмы в данном районе в основном лишены крупной растительности.

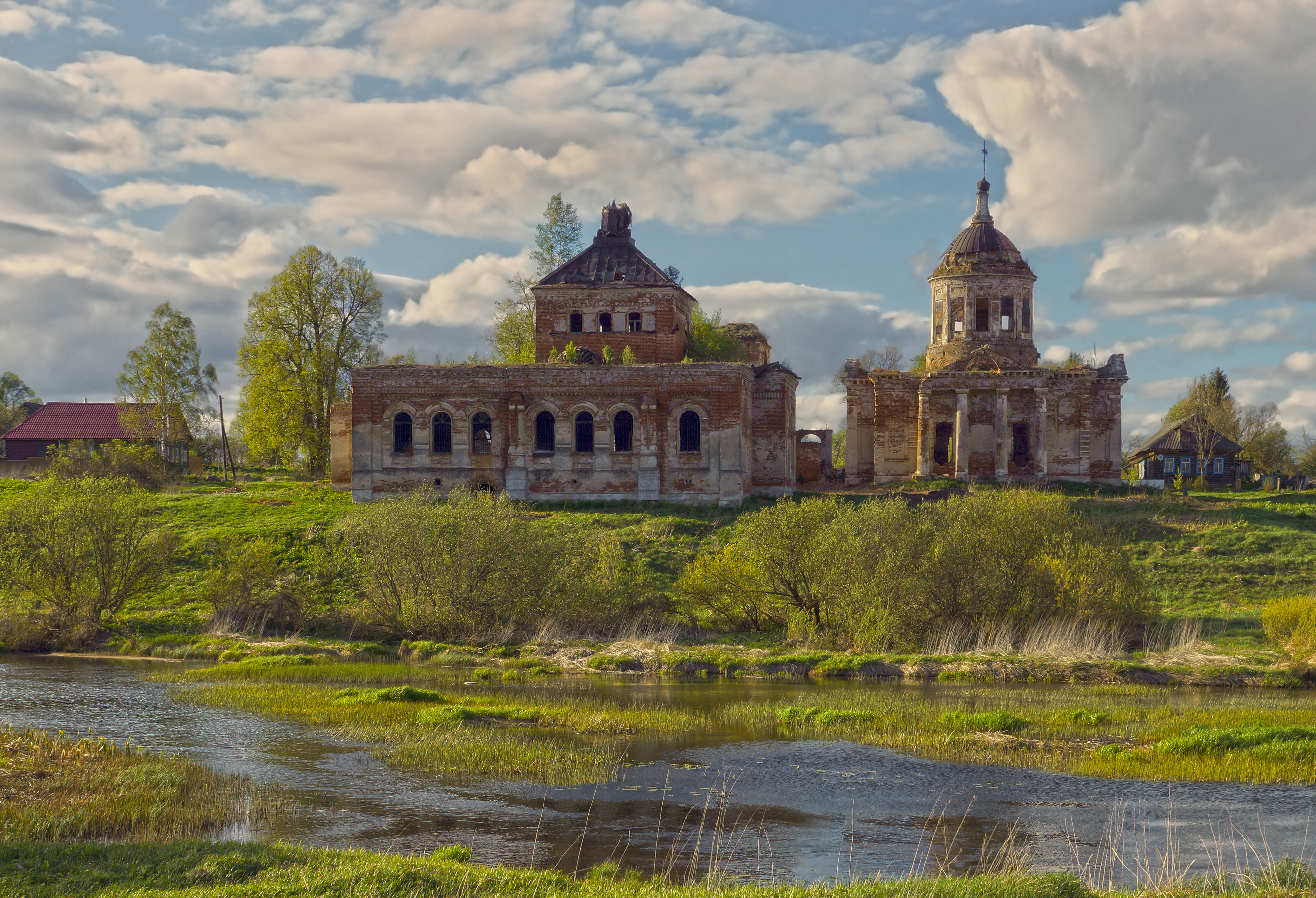
Река Тьма и деревня Кунганово. Вид с правого берега, со стороны деревни Высокое.

По южной опушке указанного леса протекает река Корожа, северный берег которой здесь имеет название «урочище Быково», а на южном помещается деревня Жеротино (юго-восточное направление от деревни Высокое; Ладьинское сельское поселение). Строго на юге, кроме центра сельского поселения, разместившегося к западу от железнодорожной станции, есть деревня Бернишено, стоящая к востоку от железной дороги. Ближайший населённый пункт на юго-западе — деревня Барсуки (правый берег Тьмы), на западе — деревня Кунганово (левый берег Тьмы, имеется мост через реку из Высокого в Кунганово).

## Население
| 2010 |
| ---- |
| 30   |

По состоянию на 1980 год, в Высоком проживало приблизительно 240 человек, по состоянию на 1989 год — около 110 человек. По данным переписи 2002 года, в деревне проживало 55 человек (20 мужчин и 35 женщин), 100 % населения составляли русские. По данным переписи 2010 года, по-прежнему 100 % населения составляли русские.

## История
Деревня получила своё название, возможно, из-за расположения на высоком берегу реки Тьма. Действительно, основная часть деревни стоит на высотах в 160—170 м (восточнее, за железной дорогой, есть возвышенность высотой до 175,3 м), тогда как отметка уреза воды у реки Тьмы в районе населённого пункта — 151,4 м.
По некоторым данным, основание деревни относят к XV веку. Она принадлежала Троице-Сергиеву монастырю, вместе с селом Кунганово, являвшимся центром монастырской вотчины в Упирвицкой губе Новоторжского уезда. В 1544 году в деревне было 5 дворов. В 1588 году деревня Высокая имела 64 четверти пашни и 40 копен сена (согласно приправочным книгам Новоторжского уезда князя Меркурия Щербатова). Высокое, как и все окрестные населённые пункты, в той или иной мере пострадало от польско-литовской интервенции в период Смутного времени (по уездным книгам на 1614 год).

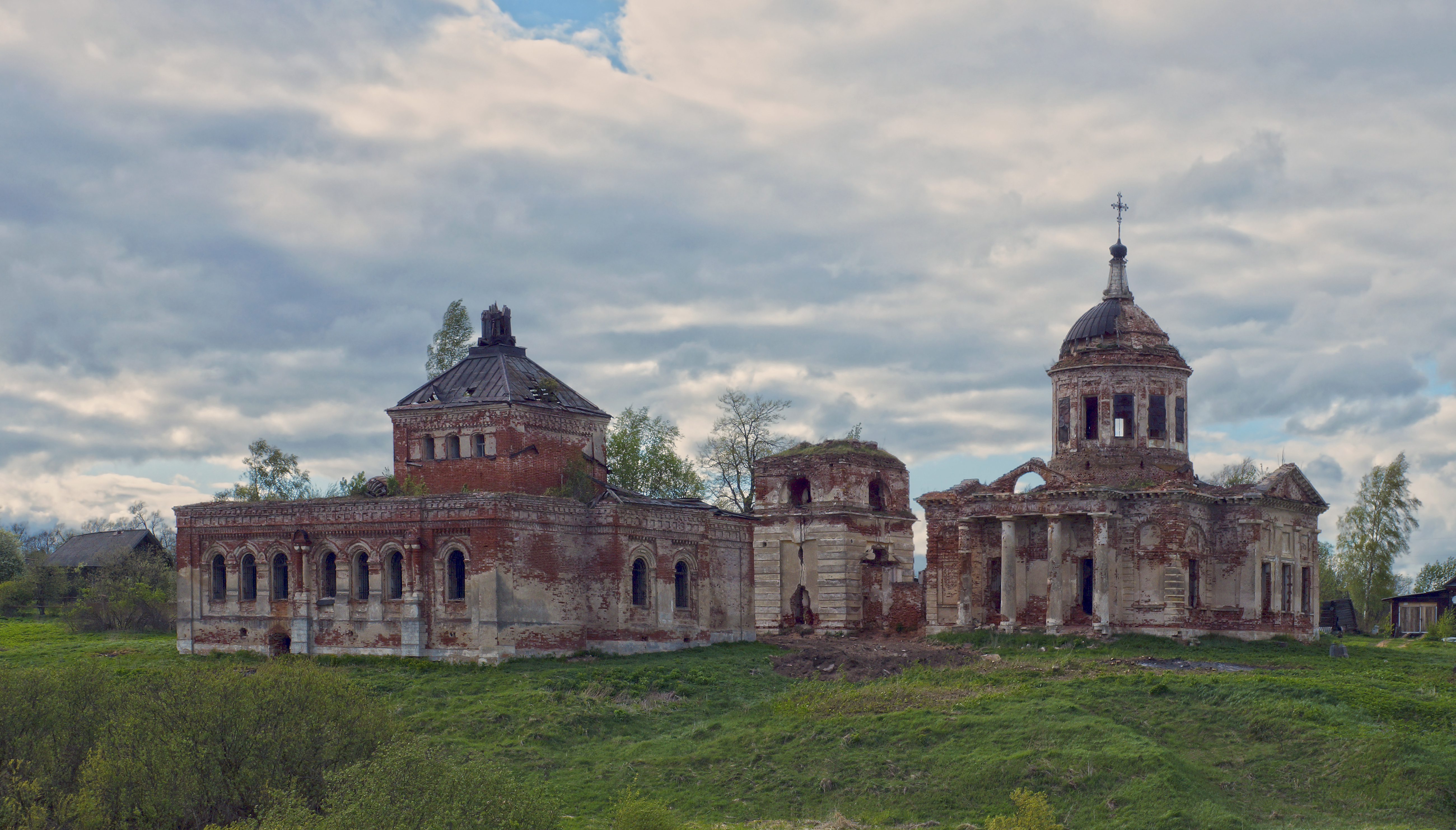
Храмовый комплекс в Кунганово.

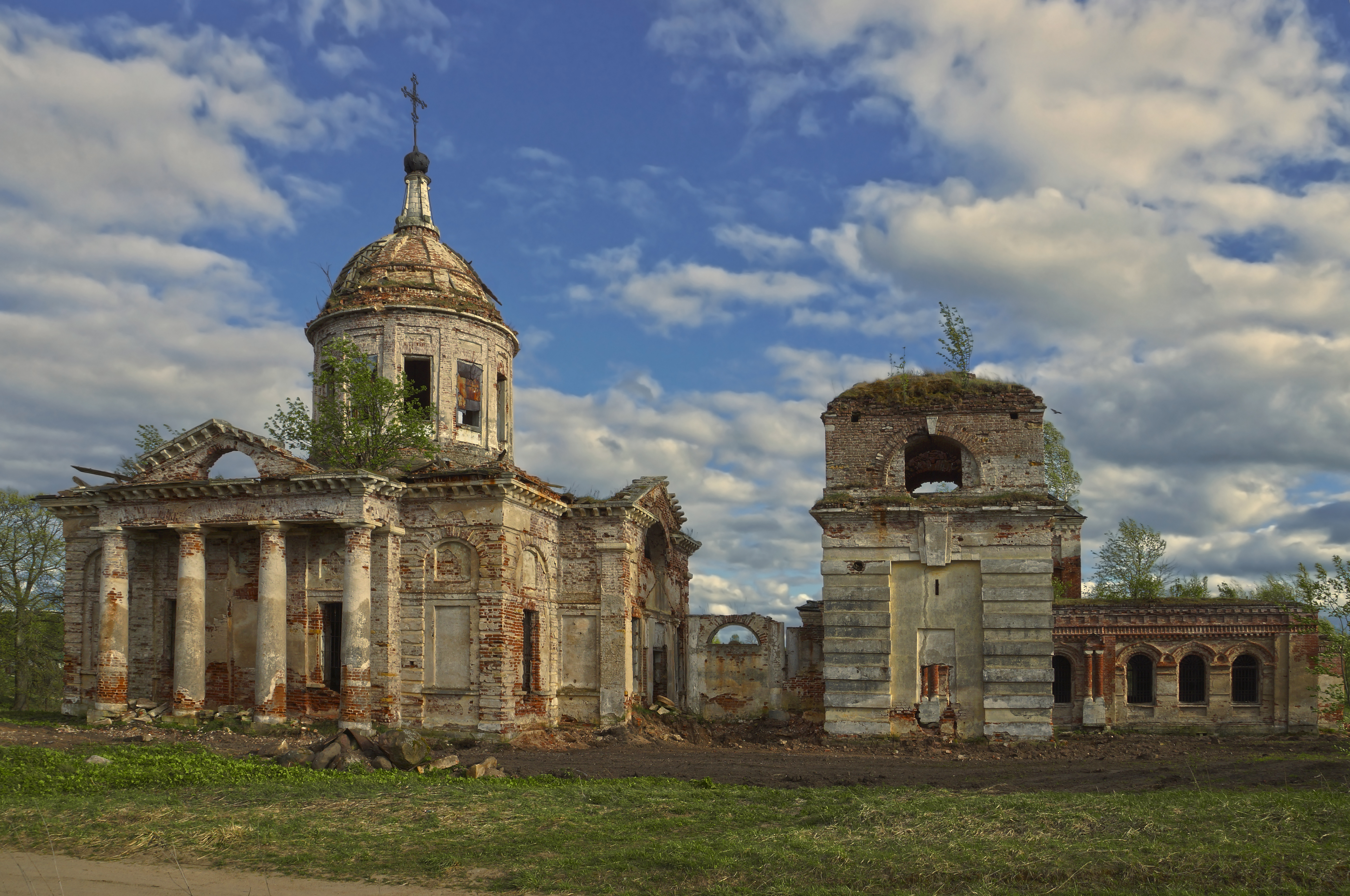
Воскресенская церковь.

В XVIII веке, по некоторым сведениям, деревня перешла в государственное ведомство (вероятно, в ходе секуляризации, проведённой Екатериной II). В соответствии с Подробной картой Российской империи и близлежащих заграничных владений (так называемой «Столистовой картой»), составленной в 1801—1804 годах силами Депо карт (издания 1816 года), деревня Высокая лежала на большой почтовой дороге между Торжком и Старицей, относясь уже к Старицкому уезду. Высокое принадлежало к Кунгановскому приходу — в соседнем селе была возведена каменная приходская церковь во имя Воскресения Христова (по данным клировых ведомостей Старицкого уезда за 1828 год).
По данным двухвёрстной карты Тверской губернии 1848—1849 годов, составленной под руководством картографа А. И. Менде, в населённом пункте было 60 дворов. Такие же цифры даёт более поздняя Специальная карта Европейской России И. А. Стрельбицкого, составленная в 1865—1871 годах (лист 43, издание 1870 года). Согласно статистическим данным 1859 года — 62 двора, 483 человека жителей, из них мужчин — 235, женщин — 248.
В 1874 году железная дорога прошла мимо деревни, в честь неё ближайшая станция получила название Высокое. Впоследствии рядом возник пристанционный посёлок Высокое.
В 1886 году деревня Высоково Кунгановского прихода относилась к Дарской волости Старицкого уезда Тверской губернии. Имелось 95 дворов, 581 человек постоянного населения (мужчин — 270, женщин — 311, преимущественно бывшие государственные крестьяне) и 20 человек временного населения (2 мужчин и 18 женщин, крестьяне), 88 человек отсутствующих (85 мужчин и 3 женщины). В деревне было 3 нищих, 55 грамотных (53 мужчины, 2 женщины), 14 учащихся (12 мужчин, 2 женщины). Здесь было 6 колодцев, 1 пруд. Преобладающие промысловые категории населения — каменщики и дровокаты (возможно, грузчики). Были заведены мелочная лавка, маслобойня, гончарный завод, 2 шерстобойни. Всего промыслами занимались 113 жителей (второе место в волости после Кунганово). Почвы — суглинок. По накосам сена в пудах деревня находилась на одном из первых мест в волости (более 30 тыс. пудов). Кроме собственной надельной земли (около 500 десятин), жители деревни приобрели более 700 десятин в своей волости, более 360 десятин в Братковской волости и надел в Новоторжском уезде. По объёмам страхования построек — на первом месте в волости (более 23 тыс. рублей). Скот — овцы, коровы, лошади.

### XX век

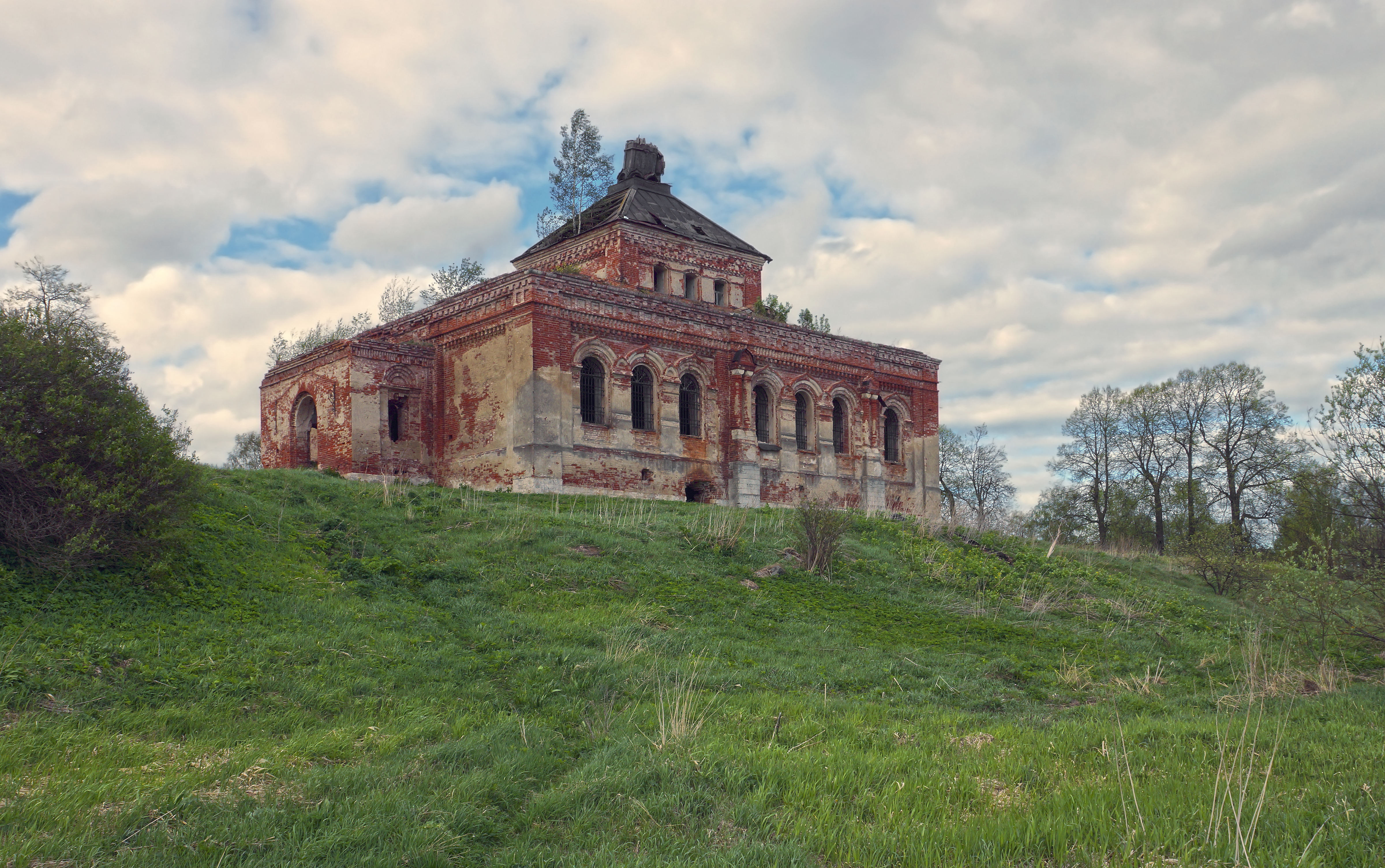
Скорбященская церковь.

По данным 1901 и 1914 годов, Высоково по-прежнему принадлежало к Кунгановскому приходу. К этому периоду в Кунганово появилась ещё одна церковь — в честь иконы Божией Матери Всех Скорбящих Радость, которая была построена в 1894—1900/1902 годах и дополнила возведённую в 1820—1821/1822 годах классицистическую Воскресенскую церковь, образовав целый храмовый комплекс.
В советский период деревня находилась в составе Новоторжского уезда Тверской губернии, в 1929—1930 годах — в составе Высоковского района Ржевского округа Западной области, с 1936 по 1963 годы существовал Высоковский район Калининской области. Существуют данные, что до 1941 года в деревне было 160 домов, имелась начальная школа, позже неполная средняя школа, а в 1937 году была построена средняя школа. В 1931—1932 годах был организован колхоз.
Во время Великой Отечественной войны деревня была оккупирована немецкими войсками. С 10 октября 1941 года началась Калининская оборонительная операция, в которой целью советских войск было не допустить прорыва противника в район Калинина. Однако уже 11 октября в результате стремительного наступления немцев был занят Зубцов, 12 октября — Старица, 14 октября — Ржев, в тот же день начался штурм Калинина.
На западном фланге основного прорыва, вдоль железной дороги и шоссе на Торжок, наступление развивалось медленнее. К 16 октября фронт только подошёл к деревне Панино и одноимённой станции. В то же время, 17 октября немцы были уже в районе истоков Тьмы, в первой половине 20-х чисел месяца форсировали реку ниже по течению деревни Высокое, продвигаясь вдоль шоссе (деревни Глухово, Скоморохово и другие). В самом конце месяца были заняты населённые пункты непосредственно севернее Высокого (Кожевниково, Великоселье и другие). Соответственно, где-то в середине 20-х чисел октября 1941 года была захвачена и сама деревня Высокое.
Немецкое наступление на Торжок было остановлено всего несколькими километрами севернее описываемого района, на реке Рачайне, захват данного района стал последним успехом германской армии на торжокском направлении. С 5 декабря 1941 года в ходе Контрнаступления под Москвой началась Калининская наступательная операция. После освобождения Калинина 16 декабря начался взлом немецкой обороны на Рачайне. В результате упорных боёв сопротивление противника было преодолено, 29 декабря был освобождён посёлок Высокое. В те же дни, вероятно, была освобождена и одноимённая деревня.  

## Инфраструктура
- В адресном перечне — не менее чем 101 дом, хотя, вероятно, не все участки заселены[16].
- Водонапорная башня[17].
- ЛЭП, проходящая восточнее и южнее деревни[3].
- Трансформаторная подстанция[16]
- Братская могила[17].